# Virestads socken
För socken i södra Skåne som tidigt införlivades i Bösarps socken, se Virestads socken, Skåne.
Virestads socken i Småland ingick i Allbo härad i Värend, ingår sedan 1971 i Älmhults kommun och motsvarar från 2016 Virestads distrikt i Kronobergs län.
Socknens areal är 298,10 kvadratkilometer, varav land 268,42. År 2000 fanns här 1 904 invånare. Tätorterna Eneryda samt kyrkbyn Virestad med sockenkyrkan Virestads kyrka ligger i socknen. 

## Administrativ historik
Virestads socken har medeltida ursprung.
Vid kommunreformen 1862 övergick socknens ansvar för de kyrkliga frågorna till Virestads församling och för de borgerliga frågorna till Virestads landskommun. Landskommunen uppgick 1971 i Älmhults kommun. Församlingen uppgick 2018 i Virestad-Härlunda  församling.
1 januari 2016 inrättades distriktet Virestad, med samma omfattning som församlingen hade 1999/2000.  
Socknen har tillhört samma fögderier och domsagor som Allbo härad. De indelta soldaterna tillhörde Kronobergs regemente, Allbo kompani och Smålands grenadjärkår, Sunnerbo kompani.

## Geografi
Virestads socken ligger vid gränsen till Skåne, öster om Möckeln. Socknen är en flack skogstrakt, rik på mossar och sjöar.

## Fornminnen
28 hällkistor från stenåldern, några gravrösen från bronsåldern och några järnåldersgravfält finns här.

## Namnet
Namnet (1399 Wighirstadha), taget från kyrkbyn, anses innehålla förledet från ett mansnamn Vigher och efterled plural av stad, boställe.

### Fotnoter
1. 1 2 3  Svensk Uppslagsbok Virestads socken
2. 1 2  Harlén, Hans; Harlén Eivy (2003). Sverige från A till Ö: geografisk-historisk uppslagsbok. Stockholm: Kommentus. Libris 9337075. ISBN 91-7345-139-8
3. ↑  ”Församlingar”. Statistiska centralbyrån. https://www.scb.se/hitta-statistik/regional-statistik-och-kartor/regionala-indelningar/forsamlingar/. Läst 30 december 2022.
4. ↑  Administrativ historik för Virestad socken (Klicka på församlingsposten). Källa: Nationella arkivdatabasen, Riksarkivet.
5. 1 2  Sjögren, Otto (1931). Sverige geografisk beskrivning del 2 Östergötlands, Jönköpings, Kronobergs, Kalmar och Gotlands län. Stockholm: Wahlström & Widstrand. Libris 9939
6. 1 2 3  Nationalencyklopedin
7. ↑  Fornlämningar, Statens historiska museum: Virestads socken
8. ↑  Fornminnesregistret, Riksantikvarieämbetet: Virestads socken Fornminnen i socknen erhålls på kartan genom att skriva in sockennamn (utan "socken") i "Ange geografiskt område"